# Associação Chinesa de Hóquei no Gelo
A Associação Chinesa de Hóquei no Gelo é o órgão que dirige e controla o hóquei no gelo da República Popular da China, comandando as competições nacionais e a seleção nacional.